# Mesoleptogaster vitiensis
Mesoleptogaster vitiensis là một loài ruồi trong họ Asilidae. Mesoleptogaster vitiensis được Evenhuis miêu tả năm 2006. Loài này phân bố ở miền Australasia.